# Лисіна (Сілезьке воєводство)
Лисіна (пол. Łysina) — село в Польщі, у гміні Ленкавиця Живецького повіту Сілезького воєводства.
Населення — 136 осіб (2011).
У 1975-1998 роках село належало до Бельського воєводства.

## Демографія
Демографічна структура станом на 31 березня 2011 року:
|          | Загалом | Допрацездатний вік | Працездатний вік | Постпрацездатний вік |
| -------- | ------- | ------------------ | ---------------- | -------------------- |
| Чоловіки | 73      | 11                 | 59               | 3                    |
| Жінки    | 63      | 10                 | 38               | 15                   |
| Разом    | 136     | 21                 | 97               | 18                   |